# Cucuvea

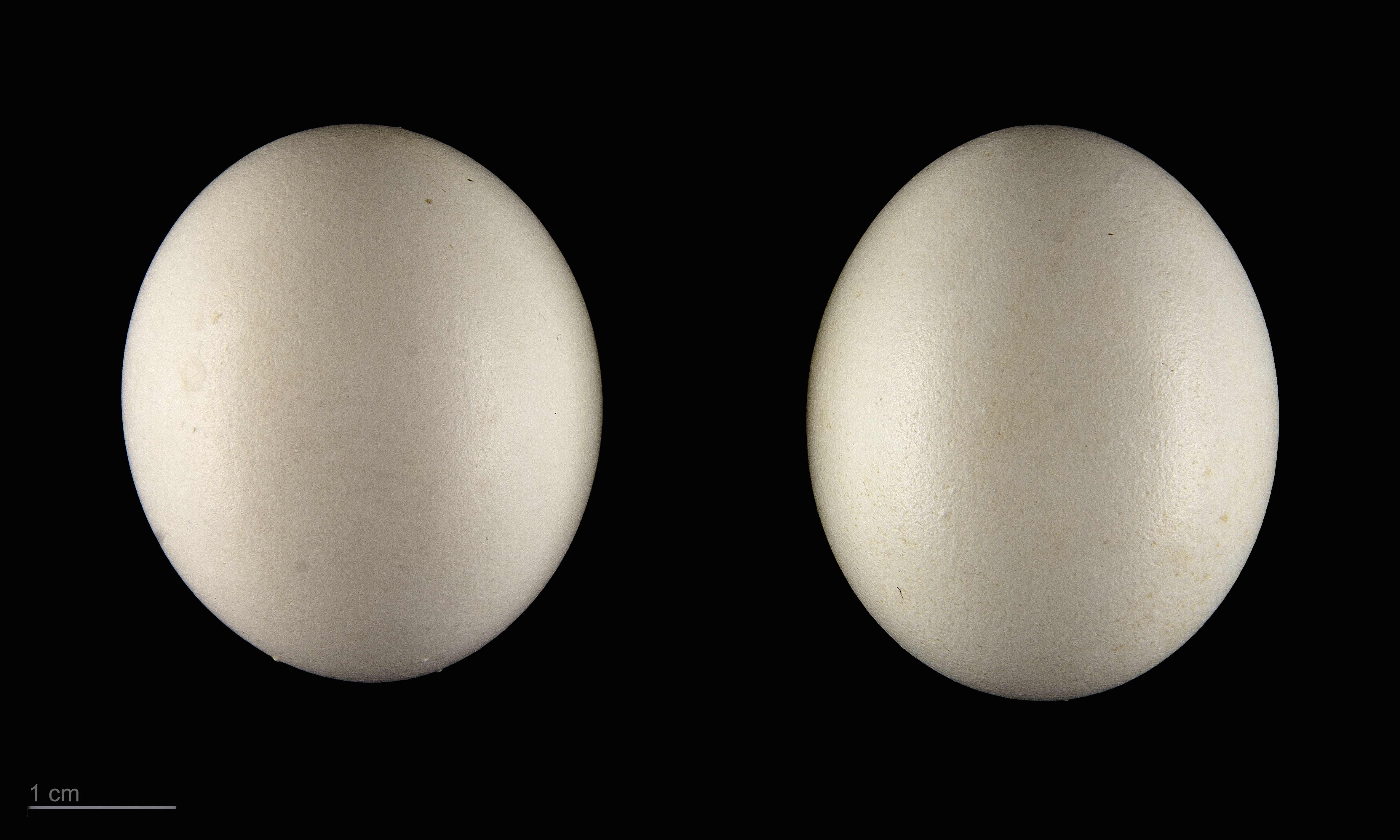
Athene noctua vidalii

Cucuveaua (Athene noctua) este o pasăre din familia Strigidae, care viețuiește în mare parte în zonele temperate și calde din Europa, Asia și de nordul Africii.

## Morfologie
Cucuveaua este de fapt o bufniță de talie mai mică (23–27 cm), cu un penaj cenușiu deschis, având ochii (irisul) de culoare galbenă. Are o coadă scurtă, fiind o pasăre care este activă și ziua și noaptea.
Există două tipuri de bufnițe: Strigidae și Tytonidae. Bufnița vânează insecte și mamifere mai mici, inclusiv unele păsări, cu toate că unele se specializează în a vâna pește.
Oul de bufniță este mai alb și are o formă aproximativ sferică. Aceasta poate depune de la câteva până la o duzină, depunerea lor durând între o zi și trei zile. Nu eclozează în același timp.

## Răspândire
Cucuveaua trăiește în zonele cu climă temperată din Europa, Africa de Nord și Asia. Populația de cucuvele din Germania era în anul 2003 de circa 6000 de perechi, crescând în anul următor la aproximativ 7400 de perechi.

## Mod de viață
Pasărea preferă regiunile de pădure cu luminișuri sau regiunile stâncoase deschise, precum și grădinile cu pomi bătrâni. Are nevoie de scorburi sau găuri pentru cuibărit, locuri cu ascunzișuri și de pândă. Poate fi întâlnită și în clădiri abandonate sau adăposturi artificiale, acomodându-se ușor cu oamenii. Cucuveaua din Asia Centrală și Asia de Est are cuibul frecvent pe sol.
Cucuveaua nu este o pasăre migratoare, pe timpul iernii folosindu-se de un depozit de grăsime acumulat în corp în anotimpurile calde.
Speranța de viață a unei cucuvele este de 9 ani în sălbăticie și până la 18 ani în captivitate.

## Hrană
Cucuveaua este o pasăre care pândește prada. Vânează de obicei noaptea sau în lumina crepusculară insecte mari, râme, rozătoare mici, păsări, șerpi mici sau șopârle.

## Reproducere
Perioada de împerechere la cucuvea durează între lunile aprilie și iunie, femela depunând ouăle (3-6) în cuiburi abandonate de ciocănitoare.

## Subspecii
- Athene noctua bactriana (Blyth, 1847)
- Athene noctua glaux (Savigny, 1809)
- Athene noctua impasta (Bangs & J. L. Peters, 1928)
- Athene noctua indigena (C. L. Brehm, 1855)
- Athene noctua lilith (Hartert, 1913)
- Athene noctua ludlowi (E. C. S. Baker, 1926)
- Athene noctua noctua (Scopoli, 1769)
- Athene noctua orientalis (Severtzov, 1873)
- Athene noctua plumipes(Swinhoe, 1870)
- Athene noctua saharae (O. Kleinschmidt, 1909)
- Athene noctua somaliensis (Reichenow, 1905)
- Athene noctua spilogastra (Heuglin, 1869)
- Athene noctua vidalii (A. E. Brehm, 1857)[1]

## Mitologie

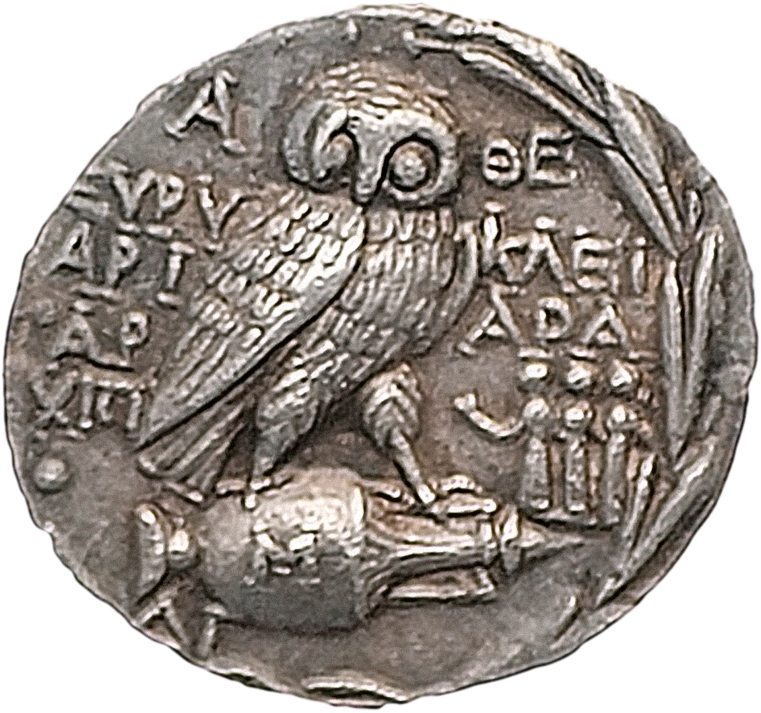
Monedă grecească cu imaginea unei cucuvele pe revers

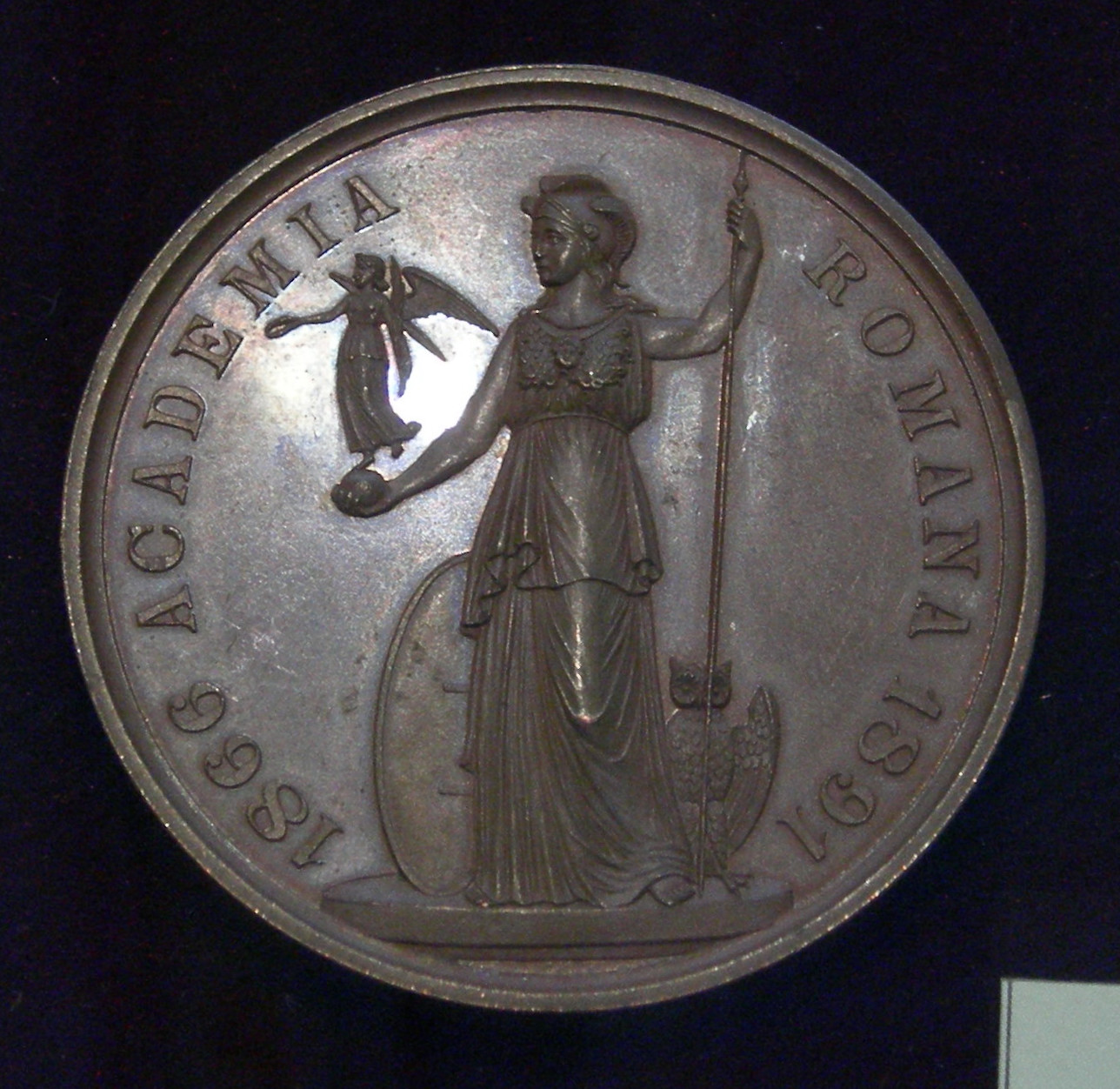
Sigla Academiei Române: zeița Minerva, având alături cucuveaua (medalie comemorativă din 1891).

În Grecia Antică era animalul sacru al zeiței Atena, de la care împrumută și numele științific (Athene), fiind și simbolul orașului grec Atena. Din această cauză multe monede purtau imaginea acesteia pe revers.
În mitologia romană cucuveaua era pasărea de companie a zeiței Minerva, zeița înțelepciunii, artelor, tehnicilor de război, ocrotitoarea Romei și a meșteșugarilor. Sigla Academiei Române o înfățișează pe zeița Minerva având alături cucuveaua.
Există o veche superstiție răspândită în întreaga Europă care spune că dacă pe casa unei persoane sau în gospodăria acesteia va cânta cucuveaua, un membru al acelei familii va muri. Cucuveaua are reputația de sol al morții, o pasăre prevestitoare de rău.